# Brodna (województwo wielkopolskie)
Brodna – wieś w Polsce położona w województwie wielkopolskim, w powiecie pilskim, w gminie Kaczory.
Wieś królewska należała do starostwa ujskiego, pod koniec XVI wieku leżała w powiecie nakielskim województwa kaliskiego. W latach 1975–1998 miejscowość administracyjnie należała do województwa pilskiego.